# دوغلاس روب
دوغلاس روب (بالإنجليزية: George Douglas Robb)‏ هو جراح نيوزيلندي، ولد في 1899، وتوفي في 1974.